# Gérard Morisset
Pour les articles homonymes, voir Morisset.
Gérard Morisset (né le 11 décembre 1898 à Cap-Santé, et mort à Québec le 28 décembre 1970) est un historien de l'art et écrivain québécois. Il est considéré comme le père de l'histoire de l'art au Québec.
Il a consacré une grande partie de sa vie à la conservation et à l'étude du patrimoine artistique et architectural québécois. Il fut entre autres membre fondateur et premier rédacteur en chef de la revue Vie des arts en 1956.
Le fonds d’archives Gérard Morisset est conservé au centre d’archives de Québec de Bibliothèque et Archives nationales du Québec.

## Biographie
Né le 11 décembre 1898 à Cap-Santé, Gérard Morisset est le fils de Gédéon Morisset, ferblantier-couvreur, et d'Ernestine Cinq-Mars, institutrice.
De 1911 à 1918, Morisset fait des études au Collège de Lévis. En 1918, il entre à la faculté de droit de l'Université Laval pour en ressortir notaire quatre ans plus tard. Il exerce son métier dans la région de Québec pendant quelques années. Mais Morisset s'intéresse davantage à l'art et à son histoire. Avec l'aide de Jean-Thomas Nadeau, il commence une recherche de documents sur l'art ancien du Québec et répertorie les églises, œuvres d'orfèvrerie, orgues, tableaux et sculptures. En 1922, il épouse Marguerite Mignault. En 1929, Morisset quitte le Québec pour aller étudier l'architecture en Europe auprès de Tony Garnier avant de changer de domaine et entre en histoire de l'art à l'École du Louvre de Paris, et gradue en mars 1934.
À son retour d'Europe en 1935, Morisset devient directeur de l'enseignement du dessin pour la province de Québec. Puis, en 1937, il entreprend de faire l'inventaire des œuvres d'art du Québec. Ce travail marque un point tournant dans le développement des collections du Musée du Québec. Cela s’étalera jusqu'en 1969. En 1951, Morisset devient le premier secrétaire de la Commission des monuments historiques du Québec. Dans le cadre de ses fonctions de secrétaire, il participe à la restauration de plusieurs bâtiments patrimoniaux. Il s'intéresse particulièrement au patrimoine religieux. Ses principaux efforts de restauration inclus la maison Jean-Baptiste-Chevalier, l'église de Saint-Charles-Borromée et l'église Saint-Louis de Lotbinière. En 1953, il devient directeur du Musée du Québec. Gérard Morisset meurt le 28 décembre 1970 à l'âge de 72 ans,,.
Durant sa carrière, Gérard Morisset a publié 16 livres et plus de 300 articles dans des ouvrages collectifs, journaux et périodiques. Ses ouvrages les plus marquants sont Peintres et tableaux (1936-1937), Coup d’œil sur les arts en Nouvelle-France (1941), L'architecture en Nouvelle-France (1949) et La peinture traditionnelle au Canada français (1960).
Depuis 1992, le prix Gérard-Morisset pour le patrimoine est au nombre des prestigieux Prix du Québec décernés annuellement par le gouvernement québécois. Il est le grand-père de Lucie K. Morisset, qui a gagné le prix qui porte son nom en 2022.

## Honneurs
- 1960 : Prix Ludger-Duvernay

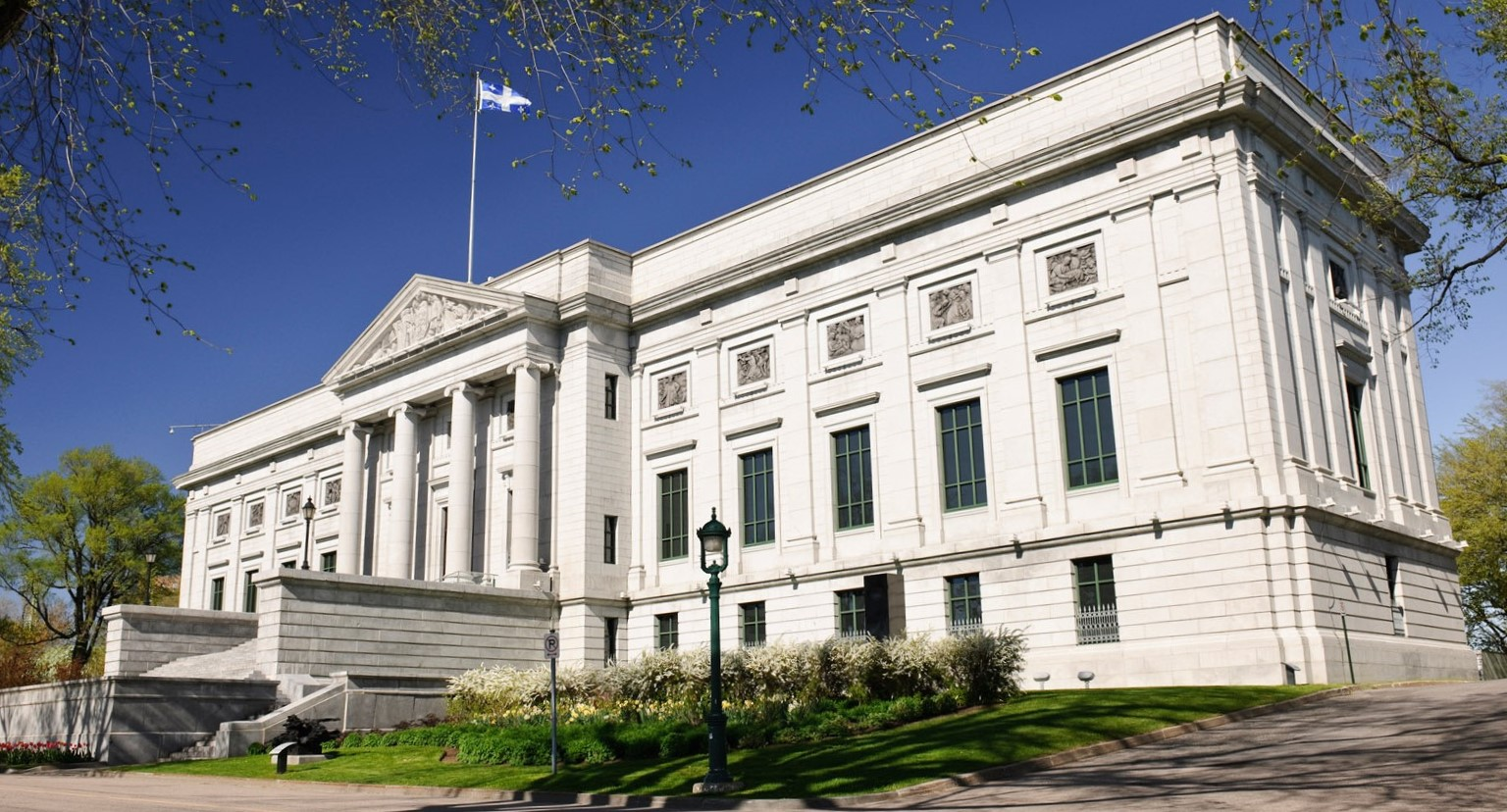
Pavillon Gérard-Morisset

- Le Musée national des beaux-arts du Québec a nommé un de ses édifices Pavillon Gérard-Morisset en son honneur[14].
- Le Prix Gérard-Morisset, un Prix du Québec a été attribué en son honneur[15],[16].

## Hommages
- Deux rues portent son nom, à Québec et à Cap-Santé et une avenue à Montréal.
- Le mont Gérard-Morisset, 1020 mètres, près du lac Jacques-Cartier à la Côte-de-Beaupré. 47˚11'44"N, 71˚1'5"W
- Une plaque "Ici vécut" de la ville de Québec est présente au 860 rue Scott, en son honneur, pour indiquer son ancien lieu de résidence.

## Musées et collections publiques
- Musée de la civilisation[17]
- Musée national des beaux-arts du Québec[18]